# 侯贺华
侯贺华（1954年6月—）山东滕州人。中国人民解放军中将。中国共产党第十八届中央纪律检查委员会委员。

## 生平
1972年，毕业于滕州市第二中学。1973年入伍。1990年，任国防科工委政治部干部部技干处处长、国防科工委党委秘书。1994年，任国防科工委政治部干部部副部长。1998年，任总装备部政治部干部部长。2004年，任总装备部政治部副主任。2007年，任马兰核试验基地（第21基地）政委。2008年，任酒泉卫星发射中心（第20基地）政委。2011年，任沈阳军区副政委。2015年7月，任中国人民解放军军事科学院副政委兼纪委书记。2016年1月，任新成立的中国人民解放军中部战区副政委兼政治工作部主任。2017年1月，转任中央军委政治工作部副主任。
2005年，晋升为少将军衔。2012年，晋升为中将军衔。2018年1月，当选第十三届全国政协委员。